# Німецький музей пемзи
50°24′13″ пн. ш. 7°32′27″ сх. д. / 50.40355066° пн. ш. 7.54085292° сх. д.
Німецький музей пемзи в Кальтененгерс поблизу Кобленца присвячений історії видобутку пемзи та виробництва алювіального каменю в басейні Нойвід від його початку в середині 19 століття до сьогодення. Музей, колишня фабрика пемзи, є одним із центрів інформації та досвіду в парку вулканів у районі Майєн-Кобленц.

## Заснування
Перші дискусії про створення музею пемзи відбулися в 2006 році між Ламбертом Мором, підприємцем і членом земельного парламенту, і тодішнім адміністратором округу Майєн-Кобленц Альбертом Берг-Вінтерсом. У лютому 2011 року була заснована асоціація підтримки «Культурна спадщина пемзової промисловості e.V.» під головуванням районного адміністратора округу Майєн-Кобленц Олександра Сафтіга. Члени-засновники, які походили з політичного та бізнесового середовища, прагнули зберегти історію походження пемзової промисловості для нащадків. Завдяки допомозі волонтерів колишню пемзову фабрику компанії Dott в Калтененгерс було перетворено на музей просто неба і в її приміщенні та урочисто відкрито експозицію 16 квітня 2014 року.